# Tudela
Tudela é um município da Espanha na província e comunidade autónoma de Navarra. Tem 215,06 km² de área e em 2021 tinha 37 008 habitantes (densidade: 172,1 hab./km²).

## Demografia
| Variação demográfica do município entre 1991 e 2004 | Variação demográfica do município entre 1991 e 2004 | Variação demográfica do município entre 1991 e 2004 | Variação demográfica do município entre 1991 e 2004 |
| --------------------------------------------------- | --------------------------------------------------- | --------------------------------------------------- | --------------------------------------------------- |
| 1991                                                | 1996                                                | 2001                                                | 2004                                                |
| 26461                                               | 26857                                               | 29918                                               | 31659                                               |

## Património
- Casa do Almirante — no seu interior destacam-se painéis de madeira de portas e tetos. Abriga a Fundação María Forcada, uma das referências culturais da cidade.
- Palácio do Marquês de São Adrião — edifício mais representativo do Renascimento em Navarra.
- Palácio do Marquês de Huarte — exemplo destacado da arquitectura civil barroca.
- Praça dos Fueros — marca o limite entre o casco velho e a parte nova.
- Igreja de Santa Maria Madalena — estilo românico do século XII.
- Catedral de Santa Maria — na sua fachada encontra-se um dos símbolos da cidade, a Porta do Juízo.
- Palácio Decanal — alberga a obra El juicio final, atribuída a Hieronymus Bosch
- Torre Monreal